# Добротешть (Долж)
Добротешть, Добротешті (рум. Dobrotești) — село у повіті Долж в Румунії. Входить до складу комуни Добротешть.
Село розташоване на відстані 165 км на захід від Бухареста, 47 км на південний схід від Крайови.

## Населення
За даними перепису населення 2002 року у селі проживали 1382 особи, усі — румуни. Усі жителі села рідною мовою назвали румунську.